# Bulalacao
Bulalacao là một đô thị hạng 4 ở tỉnh Oriental Mindoro, Philippines. Theo điều tra dân số năm 2000, đô thị này có dân số 27.698 người trong 5.227 hộ.

## Barangay
Bulalacao được chia thành 15 barangay.
- Bagong Sikat
- Balatasan
- Benli (Mangyan Settlement)
- Cabugao
- Cambunang (Pob.)
- Campaasan (Pob.)
- Maasin
- Maujao
- Milagrosa (Guiob)
- Nasukob (Pob.)
- Poblacion
- San Francisco (Alimawan)
- San Isidro
- San Juan
- San Roque (Buyayao)